# دکری
دکری (به انگلیسی: Dokri) یک شهرک در پاکستان است که در ایالت سند واقع شده‌است. دکری ۴ کیلومتر مربع مساحت و ۵۲۲٬۳۹۱ نفر جمعیت دارد.